# Sadahayu
Sadahayu is een bestuurslaag in het regentschap Cilacap van de provincie Midden-Java, Indonesië. Sadahayu telt 2795 inwoners (volkstelling 2010).